# Huszonnégyszögszámok
A huszonnégyszögszámok a figurális számokon belül a sokszögszámok közé tartoznak. Az n-edik huszonnégyszögszám, Hn a közös csúcsból rajzolt, legfeljebb n pont oldalhosszúságú szabályos huszonnégyszögek körvonalai egymástól különböző pontjainak száma. 
Az n-edik huszonnégyszögszám általánosan a következő képlettel adható meg:
{\displaystyle H_{n}={\frac {n(22n-20)}{2}}\quad (n>0)}.
Az első néhány huszonnégyszögszám:
1, 24, 69, 136, 225, 336, 469, 528, 624 ,700, 801, 1000, 1221, 1464, 1729, 2000, 2016, 2325, 2656, 3009, 3384, 3781, 4200, 4641, 5104, 5589, 6096, 6625, 7176, 7749, 8344, 8961, 9600, 10261, 10944, 11649, 12376, 13125, 13896, 14689, 15504, 16341, … (A051876 sorozat az OEIS-ben)

## Párosság
A huszonnégyszögszámok párossága váltakozik.

## Tesztelés huszonnégyszögszámokra
Az n-edik huszonnégyszögszám, {\displaystyle x_{n}} képletét n-re megoldva a következő képletet kapjuk:
{\displaystyle n={\frac {{\sqrt {44x+100}}+10}{22}}.}
Tetszőleges x szám huszonnégyszögszám mivolta tesztelhető a fenti képletbe való behelyettesítéssel. Ha n egész számra jön ki, akkor x az n-edik huszonnégyszögszám. Ha n nem egész szám, akkor x nem huszonnégyszögszám.
Ez egyben tekinthető x huszonnégyszöggyöke kiszámításának is. 